# Trichostema
- Commons
- Wikispecies

Trichostema L. é um gênero botânico da família Lamiaceae

## Espécies
| - Trichostema arizonicum - Trichostema austromontanum - Trichostema brachiatum - Trichostema dichotomum - Trichostema hispida - Trichostema lanatum - Trichostema lanceolatum - Trichostema laxum - Trichostema lineare - Trichostema linearifolium - Trichostema mexicanum - Trichostema micranthum | - Trichostema oblongum - Trichostema ovatum - Trichostema parishii - Trichostema pilosum - Trichostema purpusii - Trichostema rubisepalum - Trichostema sandersoni - Trichostema setaceum - Trichostema simulatum - Trichostema spiralis - Trichostema suffrutescens |

- «Lista completa»

## Classificação do gênero
| Sistema | Classificação                        | Referência               |
| ------- | ------------------------------------ | ------------------------ |
| Linné   | Classe Didynamia, ordem Gymnospermia | Species plantarum (1753) |